# Sportovec Kladenska

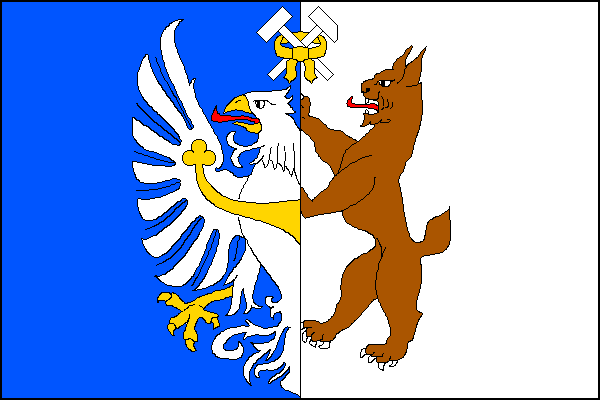
Vlajka města Kladna

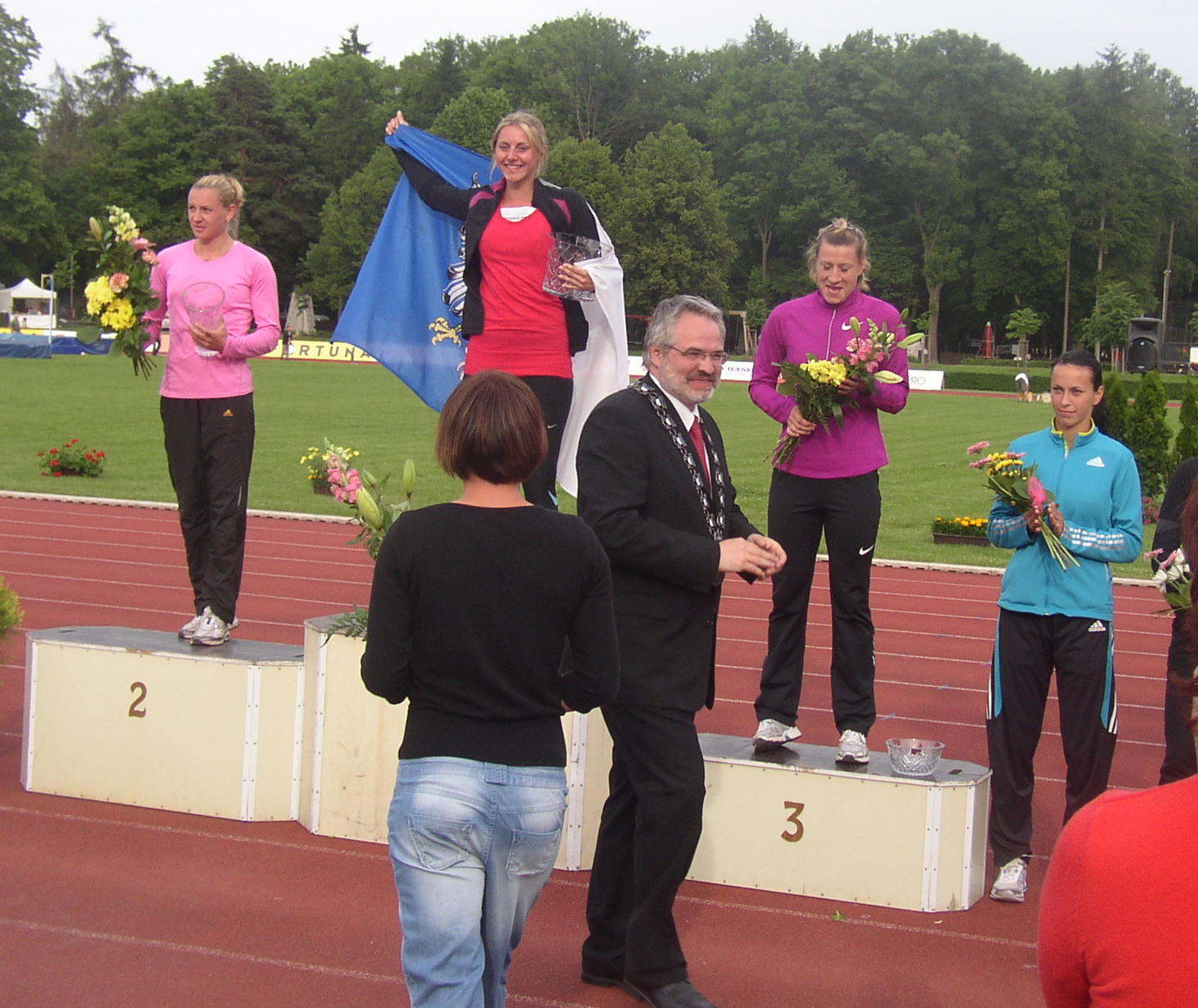
Primátor Dan Jiránek dekoruje nejlepší sedmibojařky při kladenském mítinku 2010. Na nejvyšším stupni stojí s vlajkou města závodnice domácího oddílu AC TEPO Kladno Eliška Klučinová, která právě docílila národního rekordu

Sportovec Kladenska (dříve také Sportovec roku Kladenska) je anketa o nejlepšího sportovce a tým, vyhlašovaná každoročně zpětně v březnu na kladenském Plesu sportovců v Domě kultury Kladno. Cenu předávají zástupci města Kladna včetně primátora.
Mezi několikanásobné vítěze ankety patří v jednotlivcích kickboxer Petr Kučera a tým sportovního aerobiku Dancers Kladno.

## 2003
1. Jaroslav Hošek – autokros[1]

## 2007

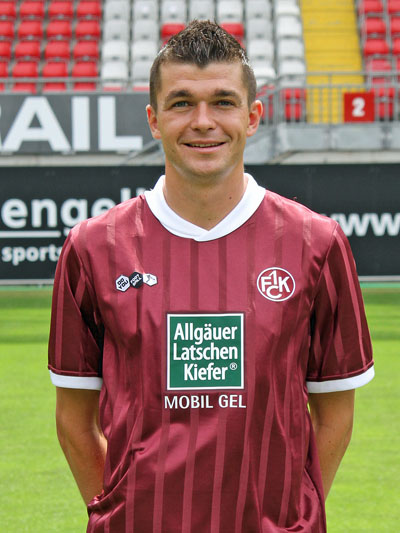
Jan Šimůnek

1. Jan Šimůnek – fotbal, obránce, v sezóně 2006/07 byl na hostování v Kladně, český národní tým do 20 let dovedl na mistrovství světa v Kanadě jako kapitán ke druhému místu

## 2008

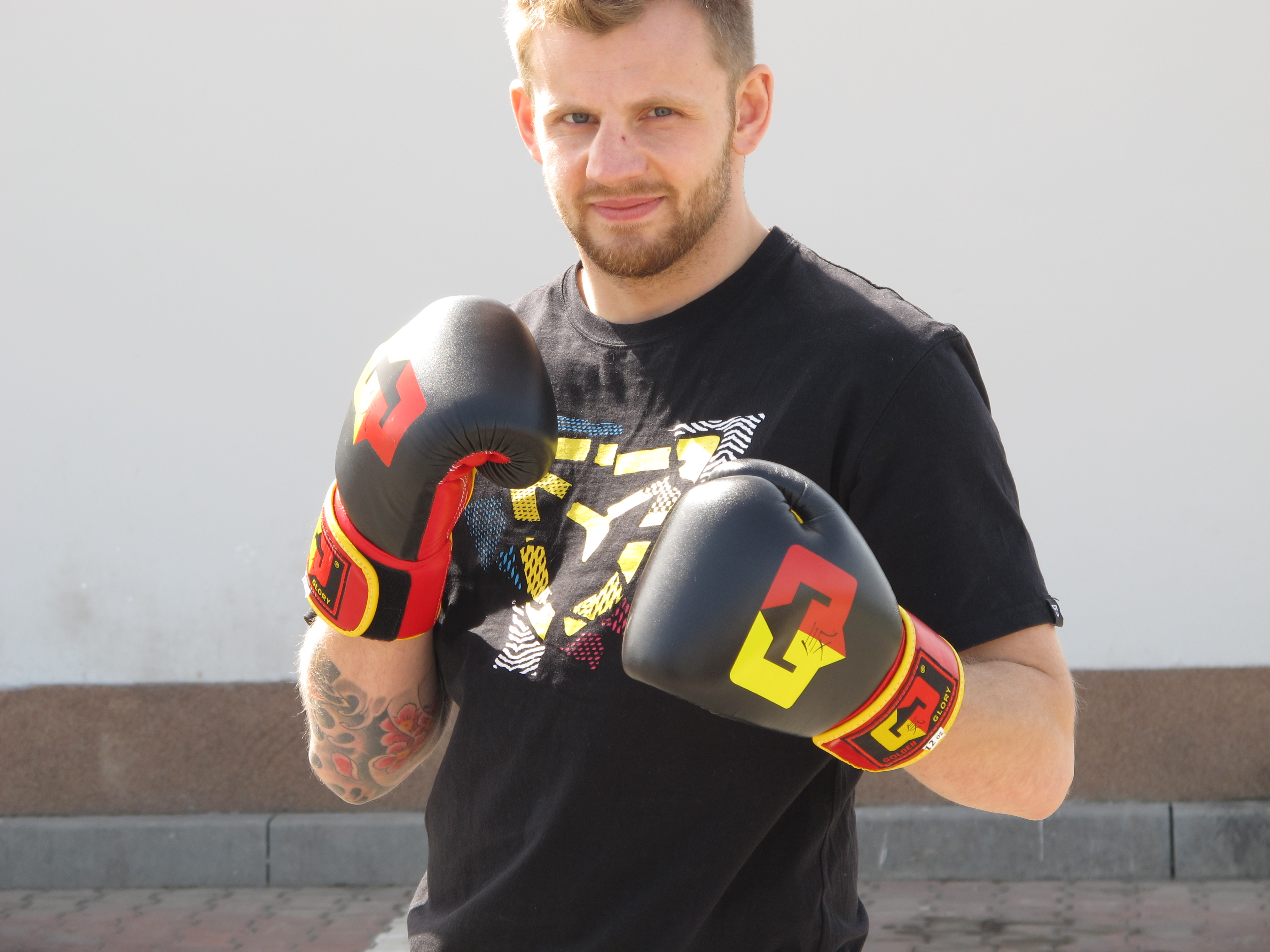
Jan Homolka

1. Jan Homolka – kickbox (SKS Kladno) – dvojnásobný amatérský mistr světa v kickboxu organizace ISKA
2. Tomáš Rejthar – hokej (KEB Kladno) – kapitán hokejbalových vicemistrů republiky, vítězů Evropského a Českého poháru, reprezentant ČR
3. Miroslav Kopřiva – hokej (HC Geus okna Kladno) – brankářská jednička extraligového hokejového celku, reprezentant ČR[2]

## 2009

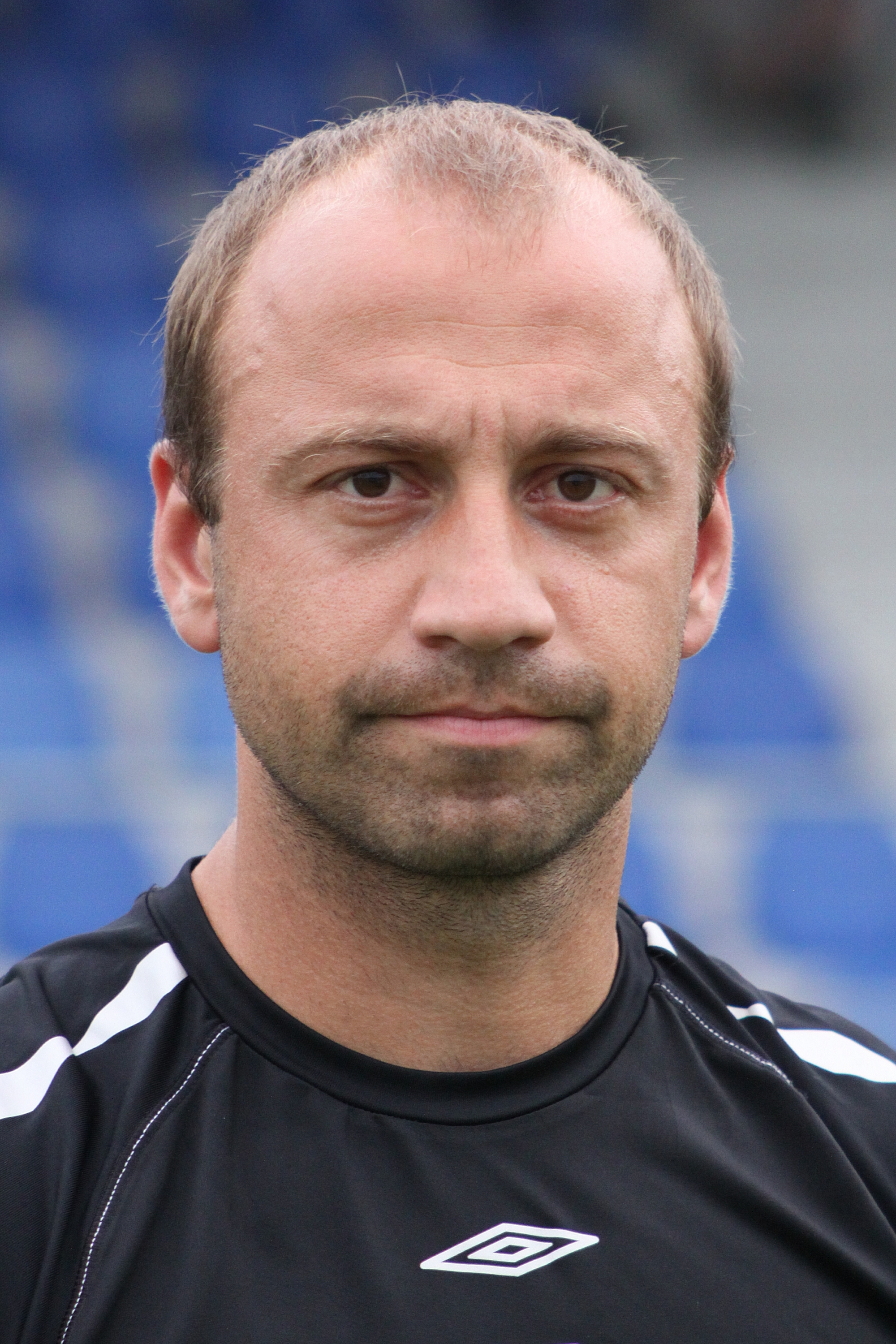
Pavel Drsek

1. Jan Příhoda – hokejbal, KEB Kladno byl mistrem republiky a měl ve svých řadách i mistry světa včetně Jana Příhody
2. Vít Beneš – fotbal, SK Kladno
3. Pavel Drsek – fotbal, SK Kladno[3]

## 2010

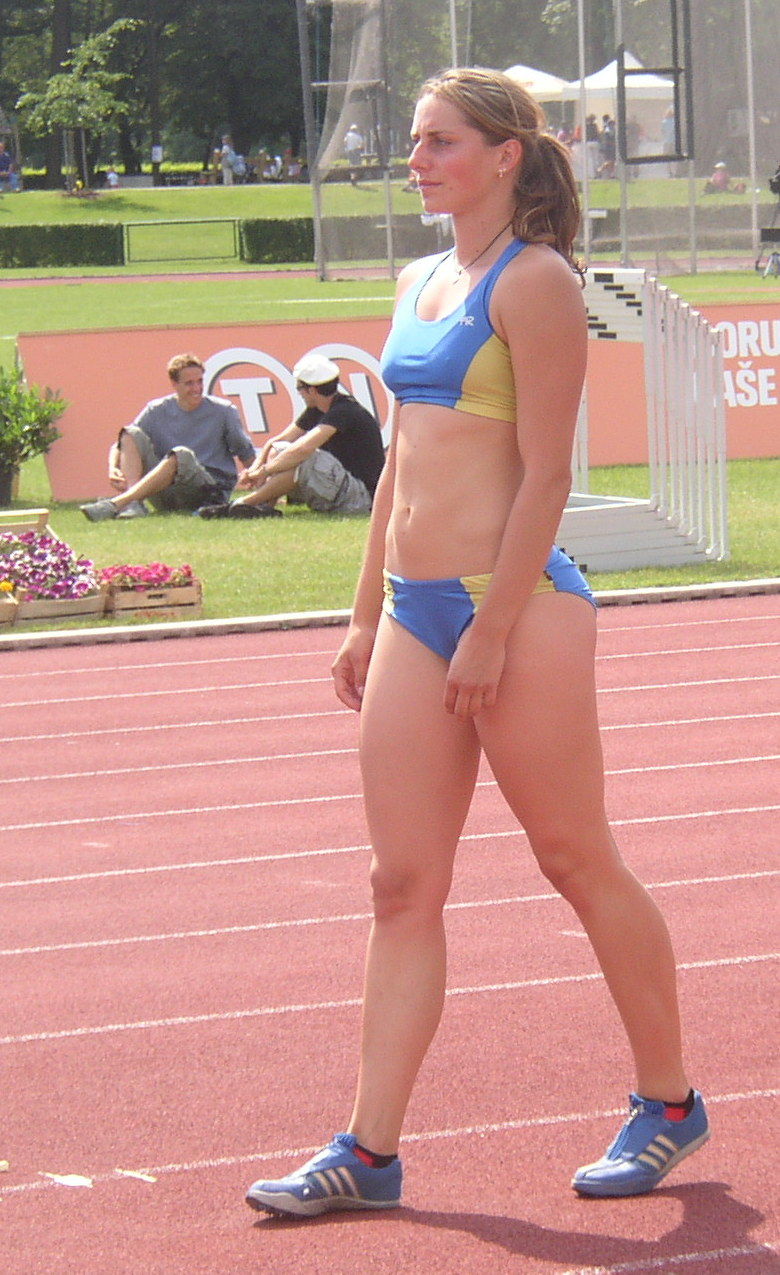
Eliška Klučinová

1. Eliška Klučinová – víceboj, AC Tepo Kladno, jako osmá na vícebojařském mítinku v rakouském Götzisu se nominovala na ME v Barceloně, na kladenském vícebojařském klání TNT – Fortuna Meetingu vyrovnala český rekord Zuzany Lajbnerové z roku 1988[4]

## 2011
1. Petr Kučera – kickbox, reprezentant a zakladatel klubu SKS Arena
2. Lenka Lukášová – plavání, (KSP Kladno)
3. Tomáš Voňavka – atletika, (AC Tepo Kladno)

Týmy
1. Aerobic Dancers Kladno – sportovní aerobik
2. HBC Alpiq Kladno – hokejbal
3. AC Tepo Kladno muži – lehká atletika

Cena in Memoriam
- Karel Kozel – fotbal, legendární trenér fotbalové mládeže Sparta Doly Kladno[5]

## 2012
1. Petr Kučera – kickbox, obhájce prvního místa z loňska, trojnásobný loňský mistr světa v kickboxu z klubu SKS Arena Kladno
2. Jan Chábera – hokej, brankář Rytířů Kladno v Kladně skvěle restartoval svou kariéru, tým hodně zvedl a po celý minulý rok patřil k zásadním oporám Rytířů
3. Martin Zikmund – plavání, je velkou nadějí KSP Kladno a cenné kovy sbírá na všech republikových mistrovstvích

Týmy
1. Aerobik Dancers Kladno – sportovní aerobik, pod vedením cvičitelky Lenky Procházkové se stal opět mistrem světa
2. AC Tepo Kladno – atletika
3. Hokejistky HC Kladno 2001 – hokej, třetí v extralize[6]

## 2013

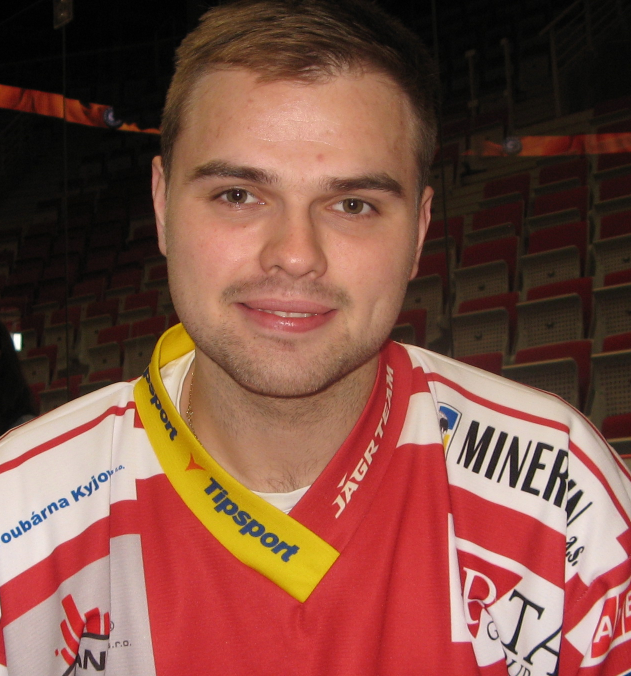
Milan Doudera

1. Martin Zikmund – plavec KSP Kladno, mistr republiky a účastník ME i MS
2. Marek Bakalár – atletika AC Tepo Kladno, mladý sprinter, český juniorský rekordman a opora extraligového celku dospělých
3. Jan Homolka – kickbox SKS Arena Kladno, profesionální mistr světa v K1
4. Jan Tyxa – cyklistika, celkový vítěz nejtěžšího a nejuznávanějšího extrémního podniku ve střední Evropě – Craft 1000 Miles Adventure
5. Milan Doudera – hokej Rytíři Kladno, mladý obránce podával loni nejvyrovnanější výkony a prokázal největší výkonnostní růst

Týmy
1. Dancers Kladno – aerobik, mistryně světa
2. AC Tepo Kladno – atletika
3. FBC Kladno – florbal[7]

## 2014
1. Kateřina Šmejkalová – aerobik, dvojnásobná mistryně světa i Evropy v aerobiku (ve dvojicích s Australanem Brantonem Abndreolim a v týmech s Dancers Kladno)
2. Tomáš Kudela – hokejbal, obránce Alpiqu Kladno, reprezentant České republiky a nejlepší hráč play-off 2014
3. Michal Dlouhý – kulturistika, mistr světa i Evropy v naturální kulturistice

Týmy
1. Alpiq Kladno – hokejbal, mistři republiky a vítězové Světového poháru
2. Dancers Kladno – aerobik, pošesté se staly mistryněmi světa v pódiových skladbách a ovládly i mistrovství Evropy
3. BaC Kladno – badminton, hrají extraligovou soutěž a navíc výborně[8]

## 2015
1. Petr Horák, vítěz zimní univerziády ve snowboardingu
2. Eliška Gálová, plážová volejbalistka
3. Tereza Dvořáková, fighterka v K1 a thai boxu z Hakim Gymu

Týmy
1. Dancers, šestinásobné mistryně světa v aerobiku
2. Alpiq, hokejbaloví mistři republiky
3. KBS ÚAMK Unhošť, motocykloví závodníci v kategorii enduro[9]

## 2018
1. Tomáš Řenč – triatlon, mistr ČR, pátý na SP v Barceloně

1. Eliška Staňková – atletika, diskařka AC Tepo Kladno, česká reprezentantka na mistrovství Evropy
Týmy
1. volejbalisté Kladna, druzí v extralize

Talent roku
1. Šimon Jelínek – lední hokej, útočník Rytířů Kladno[10]